# Didymodon proscriptus
Didymodon proscriptus là một loài rêu trong họ Pottiaceae. Loài này được (Hornsch.) Brid. mô tả khoa học đầu tiên năm 1827.